# Bolívarjev trg, Bogota
Bolívarjev trg (špansko Plaza de Bolívar ali Plaza Bolívar) je glavni trg kolumbijske prestolnice Bogotá. Trg, ki se je do leta 1821 imenoval Plaza Mayor (Veliki trg) in Plaza de la Constitución (Trg ustave), je v središču zgodovinskega območja mesta, na njem stoji kip Simóna Bolívarja, ki ga je leta 1846 izklesal Italijan Pietro Tenerani in je bil prvi javni spomenik v mestu.
Zgodovina trga Plaza Bolívar sega v predkolumbovsko dobo, ko je bilo mesto del Muisca konfederacije. Prva stavba na trgu, preprosta stolnica, je bila zgrajena leta 1539, leto po ustanovitvi kolumbijske prestolnice. V španskem kolonialnem obdobju je bil Plaza Bolívar prizorišče cirkuških nastopov, javnih tržnic in bikoborb. Trg je obdan z zgodovinskimi stavbami; Pravosodna palača stoji na severnem robu, Capitolio Nacional pa meji na trg na jugu. Glavna stolnica v Bogoti je poleg nadškofijske palače z monumentalnimi vrati, ki jih je ulila umetniška livarna Ferdinando Marinelli in Palacio Liévano, sedež župana Bogote, sta na vzhodni in zahodni strani.
Plaza Bolívar je glavna turistična točka v La Candelaria, starem mestnem jedru  Bogote in prizorišče različnih manifestacij in protestov.

## Opis
Trg Plaza Bolívar meji na ulici Calle 10 na jugu in Calle 11 na severu ter Carrera 7 in Carrera 8 na vzhodu oziroma zahodu. Območje je veliko približno 13.903 kvadratnih metrov.

### Stavbe
| Del   | Stavba                     | Zgrajena          | Slika |
| ----- | -------------------------- | ----------------- | ----- |
| Sever | Sodna palača               | 1998              |       |
| Zahod | Palača Liévano             | 1902–1905         |       |
| Jug   | Capitolio Nacional         | 1846–1926         |       |
| Vzhod | Primarna stolnica v Bogoti | končana leta 1823 |       |

## Zgodovina

### Predkolumbovsko obdobje
Zgodovina Plaza Bolívar sega v predkolumbovske čase, ko so to območje naselili Muisca. Avtohtono ljudstvo Muisca, ena od štirih velikih civilizacij v Ameriki , je imela napredno znanje o sončnih in luninih ciklih, predstavljenih v njihovem zapletenem lunisolarnem koledarju Muisca. Na različnih lokacijah po vsej Konfederaciji Muisca so ljudje gradili templje v čast svojim glavnim božanstvom; Sué, Sonce in njegovi soprogi Chía, Luna.
Študije o astronomiji Muisca, ki jih je v letih 2011 in 2017 objavil Julio Bonilla Romero, so razkrile, da Sonce, gledano s severovzhodnega vogala trga Bolívar, ob junijskem solsticiju vzhaja točno nad Cerro Monserrate in ob decembrskem solsticiju nad cerro Guadalupe. Ob enakonočju marca in septembra se Sué dvigne iz doline med tema dvema znamenitostma na vzhodnem hribovju mesta.

### Kolonialno obdobje
Konkvistador Gonzalo Jiménez de Quesada je potem, ko je leta 1537 premagal zadnjega zipo Tisquesusa južne Muisca, je 6. avgusta 1538 ustanovil mesto Bogotá. Dve drugi glavni odpravi sta leta 1539 dosegli novoustanovljeno prestolnico Novega kraljestva Granada; Nikolaus Federmann z vzhoda in Sebastián de Belalcázar z juga. Španski konkvistadorji so postavili prvo mestno stolnico na severovzhodnem vogalu trga Plaza Mayor.
Od ustanovitve mesta je bil trg mesto sramotilnega stebra, La Picota, kjer so skoraj pol stoletja izvajali javne kazni. Leta 1583 ga je nadomestil javni vodni vodnjak.
V zgodnjem kolonialnem obdobju je bil Plaza Mayor tržni trg, kjer so potekale cirkuške predstave, civilne, verske in kulturne prireditve ter do leta 1681 bikoborbe. Istega leta je bil na trgu zgrajen vodnjak. Prve stavbe so bile preprosta stolnica na vzhodni strani, sledile so trinadstropna stavba, zgrajena leta 1545, dvonadstropne stavbe na severnem in zahodnem robu za glavne trgovce mesta leta 1570, med 1578 in 1582 pa Real Audiencia (pritožbeno sodišče) na jugozahodnem vogalu. V jugovzhodnem vogalu trga so jezuiti leta 1604 ustanovili Šolo sv. Bartoloméja, srednješolsko ustanovo, prvo univerzo. Sveta kapela je bila zgrajena konec 17. stoletja, palača podkraljestva pa se je začela graditi leta 1719 na jugovzhodnem vogalu in je bila odprta leta 1724. Palača je bila leta 1776 popolnoma požgana.
Današnja primarna stolnica na vzhodni strani je iz začetka 19. stoletja; gradnjo je začel leta 1807 Domingo de Petres in jo končal leta 1823.

### Republikansko obdobje
V Casa de los Comuneros, kolonialni stavbi na severovzhodnem vogalu, zdaj znani tudi kot Muzej 20. julija, se je 20. julija 1810 zgodil poziv k neodvisnosti, prvi poskus osamosvojitve (Independencia de Colombia) Kolumbije od španske vladavine. Camilo Torres Tenorio je bil usmrčen na trgu leta 1816. Trg se je od leta 1821 naprej imenoval Plaza de la Constitución (Trg ustave), do postavitve kipa v čast Simonu Bolívarju leta 1846. Capitolio Nacional na južni strani, sedež kolumbijskega kongresa, je bil zgrajen leta 1846, vendar zaradi politične nestabilnosti države ni bila dokončan do leta 1926. Stavba v francoskem slogu, ki stoji na zahodni strani trga, znana kot palača Liévano, je bila zgrajena med letoma 1902 in 1905. Od leta 1974 je v njej sedež župana Bogote.

### Sodobnost
Palacio de Justicia de Colombia - palača pravice, velika zgradba v mednarodnem slogu, v kateri je vrhovno sodišče, je bila prvič zgrajena leta 1921, vendar jo je uničil požar v Bogotazu po umoru Jorgeja Eliécerja Gaitána aprila 1948. Na severu je bila zgrajena nova palača, stran od trga Bolívar, vendar so jo tako gverilsko gibanje M-19 kot kolumbijska vojska ponovno uničili novembra 1985 med obleganje palače pravice. Ruševine stavbe so bile nedotaknjene vse do leta 1989, ko se je vlada odločila, da na tem mestu zgradi še tretjo (in sedanjo) stavbo, katere gradnja se je začela leta 1998.
Plaza Bolívar je bil 26. oktobra 1994 predlagan za nacionalni spomenik in je ta status prejel 19. oktobra 1995.
Plaza Bolívar ima dolgo zgodovino kot prizorišče različnih protestov. Julija 1947 je ponoči protestiralo več kot 100.000 ljudi. Med protestom leta 2016 so na trgu taborili študenti. 